# Nacaeus collinus
Nacaeus collinus är en skalbaggsart som beskrevs av Ulrich Irmler 2003. Nacaeus collinus ingår i släktet Nacaeus och familjen kortvingar. Inga underarter finns listade i Catalogue of Life.